# Enrico Chapela
Enrico Chapela Barba (Ciudad de México, 29 de enero de 1974) es un músico y compositor mexicano, cuya propuesta de corte vanguardista es reconocida a nivel internacional por la combinación de jazz y rock con elementos y técnicas académicas y de la tradición latinoamericana, así como por trasladar conceptos científicos al lenguaje musical.
Entre los reconocimientos que ha obtenido destaca la nominación al Ariel por la banda sonora que compuso para el largometraje Somos lo que hay de Jorge Michel Grau.

## Biografía
Antes de decidir dedicarse a la música, Enrico Chapela tenía como plan el incursionar en el trabajo científico. Nacido en el seno de una familia de científicos -madre química y padre físico-, Chapela pasó gran parte de sus primeros años de vida visitando laboratorios. En la adolescencia, sin embargo, "cayó una guitarra en mis manos y me di cuenta de cuál era mi vocación".
Antes de ingresar a la universidad, formó parte de un grupo de rock metálico cuyo segundo nombre fue Rotor y donde tocaba la  guitarra eléctrica.
Realizó estudios de guitarra y composición a nivel licenciatura en el CIEM (Centro de Investigación y Estudios de la Música) de la capital mexicana y posteriormente obtuvo una maestría de la Universidad de París VIII. También cuenta con estudios adicionales en Londres, Inglaterra.
Desde el año 2000 se dedica de tiempo completo a componer. Sus obras han sido interpretadas en América, Asia, Europa y Oceanía por algunas de las agrupaciones y músicos más importantes del mundo como los músicos mexicanos Horacio Franco (flauta) y Mauricio Náder (piano), los ensambles mexicanos Tambuco (percusiones) y Anacrusax (saxofón), la Orquesta Juvenil Nacional de Alemania, las orquestas sinfónicas nacionales de México y de Argentina, la Sinfónica de Chicago y de Birminghang, la Orquesta Sinfónica de Minería y la Orquesta Sinfónica "Carlos Chávez" las orquestas filarmónicas de Brooklyn, Los Ángeles, del Estado de Sao Paulo, Seúl y Varsovia, entre varios más. De igual forma, entre los directores y directoras que han estado encargados de dirigir su música se encuentran Esa-Pekka Salonen, Gustavo Dudamel, Joana Carneiro, Krzysztof Urbanski, Alondra De la Parra y José Luis Castillo.
Chapela es director del Núcleo Integral de Composición (NICO), una escuela dedicada a la formación de compositores.

## Obra
La obra de Enrico Chapela se caracteriza por la mezcla del lenguaje académico europeo y de la tradición folklórica de América Latina con elementos de géneros de la música popular como el jazz, el rock y la música electrónica. Igualmente, temáticas científicas, como los astros; y populares o históricas, como el futbol o la Masacre de Tlatelolco están presentes en algunas de sus composiciones.

### Temáticas populares

#### Inguesu(2003)
Quizá una de sus obras más emblemáticas y conocidas es su debut, titulado Ínguesu, la cual es un homenaje a la victoria de la selección mexicana de futbol sobre la esquadra brasileña en la final de la Copa FIFA-Confederaciones 1999.
Se trata de una "partitura neo-nacionalista contemporánea" en donde los diferentes datos y personajes que participaron en la contienda deportiva son trasladados a elementos sonoros: las maderas representan a los futbolistas mexicanos y los metales a los brasileños; la percusión es la banca; el piano y el arpa los directores técnicos; las cuerdas representan al público; y finalmente el director funge como el árbitro. El trombón es el encargado de hacer el sonido de "mentada de madre con acento chilango" (ta-ta-ta-ta.ta) que le da título a la pieza (Inguesú, contracción de "Chingue su [madre]").
En cuanto a los hechos que intervienen, Chapela usa una escala de 1 a 10 para transformar los 90 minutos de duración del partido y establecer la duración de la obra (9 minutos). Igualmente, coloca acontecimientos sonoros en el equivalente de los momentos en que ocurrieron los goles, los cambios, los amonestados y la expulsión del portero brasileño. Esto último se escenifica durante la ejecución de la obra con el director de orquesta echando fuera del escenario al músico que representa al portero, mostrándole una tarjeta roja.
Según el compositor, un par de directores rechazaron el montar la pieza con sus orquestas por considerarla "naca", por su "estética festeja la vulgaridad". A pesar de ello, la obra fue reconocida con el primer lugar en el Concurso Internacional de Composición "Alexander Zemlinski", segunda edición, organizado por la Universidad de Cincinnati, Estados Unidos.

### Temáticas científicas
Uno de los rasgos característicos de Chapela es la inspiración científica de algunas de sus obras.

#### Magnetar(2011)
Concierto para violonchelo eléctrico estrenado en la Sala Nezahuacóyotl de la Ciudad de México interpretada por la OFUNAM y con el violonchelista alemán Johannes Moser como solista.

La pieza fue comisionada por la filarmónica de Los Ángeles, la Orquesta Sinfónica de Birmingham y la Orquesta Sinfónica del Estado de Sao Paulo. Para su creación, Chapela usó como base a los magnetares, estrellas de neutrones que, a ciertas velocidades, generan uno de los campos magnéticos más poderosos descubiertos hasta el momento. La labor del compositor fue trasladar al lenguaje musical los patrones de estos cuerpos celestes, para lo cual le quitó dos cuerdas a su guitarra y la afinó como violonchelo. Parte de la investigación tuvo como fuente un artículo de la revista Science escrito por un científico de la NASA con el que Chapela contactó directamente y que además es intérprete del violonchelo.
El resultado, dice el propio autor, fue un "conglomerado de influencias que tengo como guitarrista. En algunos momentos suena a jazz, en otros a metal, a veces funky e incluso hay sonidos de música árabe. Todo esto arropado en el contexto de una obra contemporánea de música orquestal”.

#### Lunática(2016)
En 2016, la Orquesta Filarmónica de la UNAM (OFUNAM) le comisionó una obra para celebrar sus 80 años de vida. El resultado fue Lunática, inspirada en los cuatro satélites más grandes de Júpiter (Calisto, Ío, Ganimedes y Europa), los cuales fueron descubiertos por Galileo Galilei en 1610. os cuales eligió por sus características físicas y porque al circunnavegar Júpiter generan un fenómeno que tiene resonancias casi armónicas. La selección de estos cuerpos celestes obedeció también a sus características físicas y porque al circunnavegar Júpiter generan un fenómeno que tiene resonancias casi armónicas.
“Una de mis obras preferidas es Los planetas, de Gustav Holst, y siempre quise emprender algo similar. La idea de cómo hacerlo me vino tras ver un documental en la tele y pensé que una opción sería basarme en las lunas del Sistema Solar, pero como son 184 (según se sabe, pues el número va en aumento), decidí acotarme”.

### Temáticas históricas

#### Zimmergramm(2016)
En el marco del festival anual Beethovenfest y del Año Dual México-Alemania 2016, el grupo mediático Deutsche Welle le comisionó una obra que combinara los sonidos de México y los de Beethoven. 
El resultado final es una mini-ópera dividida en tres actos de dos movimientos cada una, donde Chapela mezcla música popular mexicana (son huasteco y zapateado; maracas y güiros) con orquestación similar a la usada por Beethoven, así como intervenciones solistas en un lenguaje más contemporáneo.
La obra hace referencia al hecho histórico de 1917 donde participaron Alemania y México durante la Primera Guerra Mundial, y donde interviene el conocido como el Telegrama ZImmermann. Dicho telegrama, escrito por el subsecretario de Asuntos Extranjeros alemán Arthur Zimmermann y dirigido al gobierno mexicano de Venustiano Carranza, proponía una alianza entre ambas naciones en contra de Estados Unidos; en recompensa, Alemania prometía devolverle a México los territorios de Texas,Nuevo México y Arizona. Chapela toma el punto de vista mexicano para contar este episodio histórico. 
El estreno, ocurrido el 15 de septiembre en la ciudad de Bonn, estuvo a cargo de la Orquesta Nacional Juvenil de Alemania, bajo la dirección de la mexicana Alondra de la Parra. Participaron además, en carácter de solistas, los músicos mexicanos Pablo Garibay, en la guitarra, y el barítono Juanra Urrusti.

### Obras comisionadas
A lo largo de su carrera, diversas orquestas, ensambles y músicos le han comisionado obras, entre las que destacan:
- Ínguesu (2003). Comisionada por el Sistema Nacional de Fomento Musical.
- Nanoboots (2011). Obra de cámara comisionada por la Britten Sinfonia y Wigmore Hall.
- Zimmergramm (2016). Comisionada por la Deutsche Welle para conmemorar el Año Dual México-Alemania 2016.
- Rotor (2017). Comisionada por la Orquesta Sinfónica de Minería, México.
- Disidentes (2018). Ópera rock comisionada por la Orquesta Sinfónica de Dresde, Alemania.

### Composiciones para cine
Hasta 2019, Enrico Chapela había compuesto la música para cuatro largometrajes mexicanos: Somos lo que hay (2010), de Jorge Michel Grau; Amar no es querer (2011) y Casi una gran estafa (2017), de Guillermo Barba; y 1974: La posesión de Altair, de Víctor Dryere.
En lo que respecta a su trabajo en Somos lo que hay, fue nominado para un premio Ariel de la Academia Mexicana de Artes y Ciencias Cinematográficas, mientras que por Amar no es querer obtuvo el premio de Mejor Música Original en el Festival Pantalla de Cristal.